# Ciclopiroxolamina
La  ciclopiroxolamina  è il principio attivo di indicazione specifica per l'onicomicosi, malattia dell'unghia formata da funghi patogeni.
È usata anche nel trattamento della dermatite seborroica. È infatti presente da sola o in associazione in shampoo o lozioni specificamente formulati.
In questo caso è efficace contro lieviti come Malassezia e Candida.
Un recente studio ha affermato l'efficacia, in colture in vitro, della Ciclopiroxolamina come agente in grado di distruggere selettivamente le cellule già infettate dal virus HIV.

## Meccanismo d'azione
La Ciclopiroxolamina esercita un'azione fungicida ma è attiva anche su batteri (stafilococchi, streptococchi e nocardie) e protozoi (Trichomonas vaginalis) ed è legata alla sua affinità per i cationi trivalenti e quindi all'inibizione del metabolismo energetico delle cellule fungine alterandone la membrane e il citoplasma.

## Controindicazioni
Sconsigliato in soggetti con diabete, da evitare in caso di ipersensibilità nota al farmaco.

## Effetti indesiderati
Fra gli effetti collaterali più frequenti si riscontrano eritema e una generale irritazione, alterazioni del colore dell'unghia.